# Het gala van de gouden K's 2018
Op Het gala van de gouden K's van 2018 werden de gouden K's van 2018 toegekend.
Het gala werd gehouden in een veel grotere zaal dan in voorgaande jaren, het Sportpaleis in Antwerpen. Het werd gevierd en opgenomen op 26 januari 2019. De presentatie was in handen van de Ketnet-wrappers. De televisieregistratie van het gala werd door de VRT op 27 januari 2019 op Ketnet uitgezonden.

## Genomineerden en winnaars 2018
Hieronder de volledige lijst van genomineerden in elke categorie. De winnaars zijn in het vet aangeduid.
| Categorie                              | Genomineerden |
| -------------------------------------- | --- |
| Ketnet-ster van het jaar               | Maureen Vanherberghen Nico Vanhole Olly Wannabe Zita Wauters |
| Ketnet-acteur of -actrice van het jaar | Céline Verbeeck (Nachtwacht) Giovanni Kemper (Nachtwacht) Louis Thyssen (Nachtwacht) Nina Rey (Campus 12) |
| Coole chick van het jaar               | Tinne Oltmans Nina Derwael Laura Tesoro MeisjeDjamila |
| Grave gast van het jaar                | Nico Vanhole Eden Hazard Enzo Knol Dylan Haegens |
| Ketnet-programma van het jaar          | Heldenland Nachtraven Karrewiet Ketnet Musical |
| Ketnet-serie van het jaar              | Campus 12 Nachtwacht De regel van 3S 4eVeR |
| Ketnet-tekenfilm van het jaar          | Masha en de Beer Sisters Friends van Heartlake City Oggy en de kakkerlakken |
| Familieprogramma van het jaar          | De Buurtpolitie Thuis The Voice Kids De Mol |
| Film van het jaar                      | Incredibles 2 Nachtwacht: De Poort der Zielen Hotel Transsylvanië 3 Sinterklaas en de Wakkere Nachten |
| Internetvedette van het jaar           | Enzo Knol Zita Wauters MeisjeDjamila Dylan Haegens |
| TV-ster van het jaar                   | Laura Tesoro An Lemmens Niels Destadsbader Sieg De Doncker |
| Muziek-ster van het jaar               | Lil' Kleine Emma Bale Regi Penxten Niels Destadsbader |
| Band van het jaar                      | Campus 12 K3 De KetnetBand Dimitri Vegas & Like Mike |
| Song van het jaar                      | Friends van Anne-Marie & Marshmello Ellie van Regi Stip na stip van Tinne Oltmans La Cintura van Álvaro Soler |
| Hype van het jaar                      | Baby Shark Fortnite Dance Challenge Skibidi TikTok |
| Game van het jaar                      | Fortnite Battle Royale Super Mario Party FIFA 19 Just Dance 2019 |
| Sportmoment van het jaar               | De Belgian Cats worden 4de tijdens het WK basketbal De Rode Duivels worden 3de tijdens het WK voetbal Nina Derwael wordt wereldkampioene op de brug tijdens het WK turnen De Red Lions worden wereldkampioen op het WK hockey Nafi Thiam behaalt een gouden medaille op het EK zevenkamp |

## Meeste nominaties en prijzen

### Meeste nominaties
| Aantal nominaties | Artiest            |
| ----------------- | ------------------ |
| 4                 | Nachtwacht         |
| 3                 | Campus 12          |
| 2                 | Tinne Oltmans      |
| 2                 | Laura Tesoro       |
| 2                 | Regi               |
| 2                 | Nina Derwael       |
| 2                 | Enzo Knol          |
| 2                 | Dylan Haegens      |
| 2                 | Niels Destadsbader |

### Meeste Gouden K's
| Aantal Gouden K's | Artiest      |
| ----------------- | ------------ |
| 2                 | Campus 12    |
| 2                 | Nachtwacht   |
| 2                 | Laura Tesoro |

2013 · 2014 · 2015 · 2016 · 2017 · 2018 · 2019 · 2020 · 2021 · 2022 · 2023 · 2024